# Don Victoriano
Don Victoriano é um município de  quarta classe de renda municipal (d) na província Misamis Ocidental, nas Filipinas. De acordo com o censo de 1 de maio  de  2020 possui uma população de 9 664 pessoas e 2 385 domicílios.